# Путешествия Адибу: как устроен человек?
«Путешествия Адибу: как устроен человек?» (фр. Adibou: Aventure dans le corps humain) — французский анимационный телесериал, снятый режиссёром Жаном-Люком Франсуа. Саундтрек написан Оливье Оссудре.

## Синопсис
На планете Селеста любопытный мальчик-инопланетянин Адибу задаётся вопросом о функционировании своего тела. Его друг, робот Робиток, у которого есть ответ на все вопросы, приглашает его посетить человеческое тело на борту своего корабля, миниатюризировав его.

## Трансляция

### Франция
Во Франции мультсериал «Путешествия Адибу: как устроен человек?» транслировался с 19 февраля по 13 апреля 2007 года на канале France 5 в программах Debout les Zouzous, Midi les Zouzous и Bonsoir les Zouzous, затем с января 2008 года сериал транслировался на канале TiJi.

### Канада
В Квебеке мультсериал «Путешествия Адибу: как устроен человек?» начал транслироваться 15 сентября 2007 года на канале Télé-Québec.

### Россия
В России мультсериал «Путешествия Адибу: как устроен человек?» транслировался на канале «Карусель».

## Персонажи
- Адибу (Adibou) — мальчик-инопланетянин, главный герой мультсериала. У него много друзей и много приключений. Он знакомит зрителей с человеческим телом с помощью робота Робитока.
- Буззи (Bouzzy) — монстр, очень часто бывает в плохом настроении. Не умеет говорить.
- Адилия (Adilia) — подруга Адибу, любит моду и очень спортивна.
- Робиток (Robitoc) — робот-садовник, много знает о мире.

## Актёры озвучивания во Франции
- Натали Хомс: Адибу
- Мари Зиди: Адилия
- Жан-Клод Донда: Робиток/Буззи Гулум[4]

## Эпизоды
1. Почему у меня бьётся сердце?[5]
2. Почему у меня красная кровь?
3. Почему у меня поднимается температура?
4. Почему я встаю?
5. Почему я надуваю бицепсы?
6. Почему я переезжаю?
7. Почему у меня есть корочка?
8. Почему у меня мурашки по коже?
9. Зачем нужно мыться?
10. Почему я люблю сахар?
11. Почему у меня нет синей кожи?
12. Почему у меня везде волосы?
13. Почему у меня растут волосы?
14. Почему я вижу?
15. Почему я плохо вижу в темноте?
16. Почему я плачу?
17. Почему я слышу?
18. Почему меня тошнит в машине?
19. Почему у меня заложено ухо?
20. Почему я чувствую запахи?
21. Почему у меня козявки?
22. Почему я пою?
23. Почему у меня болит зуб?
24. Почему я теряю зуб?
25. Почему я потею?
26. Почему я голоден?
27. Почему у меня текут слюнки?
28. Почему я отрыгиваю и пукаю?
29. Почему я размазываюсь?
30. Почему я мочусь?
31. Почему я дышу?
32. Почему я задыхаюсь?
33. Почему я контролирую свои движения?
34. Почему мне больно?
35. Почему я сплю?
36. Почему у меня ветряная оспа?
37. Почему мне нужно делать прививку?
38. Почему я ем всё?
39. Почему у меня зелёные глаза?
40. Почему у меня возникает икота?